# Lithobius pasquinii
Lithobius pasquinii är en mångfotingart som beskrevs av Matic 1967. Lithobius pasquinii ingår i släktet Lithobius och familjen stenkrypare.
Artens utbredningsområde är Italien. Inga underarter finns listade i Catalogue of Life.